# 小斑祕鱂
小斑祕鱂為輻鰭魚綱鯉齒目鯉齒亞目鯉齒鱂科的其中一種，分布於亞洲伊朗及伊拉克淡水流域，體長可達5公分，生活習性不明，可做為觀賞魚。

## 擴展閱讀
維基物種上的相關：小斑祕鱂